# أليس نورين
أليس نورين (بالإندونيسية: Alice Norin)‏ هي ممثلة إندونيسية نرويجية المولد.

## روابط خارجية
- أليس نورين على موقع IMDb (الإنجليزية)
- أليس نورين على موقع قاعدة بيانات الفيلم (الإنجليزية)